# Jens Reimer Prüß
Jens Reimer Prüß (* 2. Juli 1950 in Elmshorn) ist ein deutscher Journalist, Redenschreiber und Buchautor.

## Leben
Jens Reimer Prüß beendete sein Studium an der Universität Göttingen 1977 als Diplom-Sozialwirt. Von 1978 bis 1980 absolvierte er ein Volontariat beim Heimatspiegel in Norderstedt. In den Jahren 1980 bis 1981 war er (gemeinsam mit Jürgen Bischoff und Harald Breuer) erster Chefredakteur der Kieler Rundschau. Es folgten einige Redakteursjahre bei der Hamburger Rundschau (1982–84), dem Deutschen Allgemeinen Sonntagsblatt (1984/85), dem Stern (1985/86) und erneut der Kieler Rundschau (1986/87). Nach deren Ende und einjähriger Tätigkeit für die Fußboden-Zeitung (ein Fachorgan der Teppich-Branche) wurde Prüß Redenschreiber für den Ersten Bürgermeister der Freien und Hansestadt Hamburg, Henning Voscherau (1989–1991), dann für den hamburgischen Umweltsenator Fritz Vahrenholt (1991–97). Anschließend arbeitete er bis Mai 2011 in verschiedenen Funktionen für die hamburgische Umweltbehörde, zuletzt als Webredakteur. Von Juni 2011 bis Juli 2015 war er fest angestellter, anschließend bis ins Frühjahr 2018 freiberuflicher Redenschreiber des Ersten Bürgermeisters Olaf Scholz.
Nebenher schrieb Prüß freiberuflich für die SPD-Zeitung Vorwärts (1995–2006), das ehemalige fußballhistorische Fachblatt LIBERO und andere Zeitschriften. Er ist weiterhin als one-off-Redenschreiber, Autor (in jüngster Zeit u. a. Ballesterer, taz, Zeitspiel, NOZ) und Herausgeber, unter anderem von historischen Fußballbüchern, tätig.

## Buchveröffentlichungen
Als Mitverfasser
- mit Werner Skrentny: Hamburger Sport-Verein. Immer erste Klasse. Verlag Die Werkstatt, Göttingen 1998, ISBN 3-89533-220-8; ab der 2. Auflage 2003 unter dem Titel Immer erste Klasse. Die Geschichte des Hamburger SV, ISBN 3-89533-374-3.
- mit Bernd Jankowski und Harald Pistorius: Fußball im Norden. 100 Jahre Norddeutscher Fußball-Verband. Agon-Sportverlag, Kassel 2005, ISBN 3-89784-270-X.
- mit Werner Skrentny: Mit der Raute im Herzen. Die große Geschichte des HSV. Verlag Die Werkstatt, Göttingen 2008, ISBN  	978-3-89533-620-1.

Als Herausgeber
- mit Harald Breuer: Schleswig-Holstein. Regional- und Freizeitführer. VSA-Verlag, Hamburg 1990, ISBN 3-87975-518-3.
- Spundflasche mit Flachpaßkorken. Die Geschichte der Oberliga Nord 1947–1963. Klartext Verlag, Essen 1991, ISBN 3-88474-463-1.
- mit Hartmut Irle: Tore, Punkte, Spieler. Die komplette HSV-Statistik. Verlag Die Werkstatt, Göttingen 2008, ISBN 978-3-89533-586-0.